# Marooned
Pour le film homonyme, voir les Naufragés de l'espace.
Pistes de The Division Bell
Poles Apart A Great Day for Freedom
Marooned est un instrumental du groupe rock progressif britannique Pink Floyd. Elle apparaît sur l'album The Division Bell, en 1994 et, dans une version raccourcie, sur l'album compilation Echoes: The Best of Pink Floyd en 2001.

## Composition
Le morceau a été coécrit par David Gilmour et Richard Wright. La chanson contient des sons qui décrivent le « décor » comme étant une île, puisque l'on peut entendre des cris de mouettes ou des bruits des vagues s'écrasant sur la côte. Avec The Blue de l'album solo On An Island du guitariste, cette piste est la seule dans son répertoire à contenir un solo de guitare joué avec une pédale de Whammy, permettant de monter le son de la guitare d'une octave quand désiré. Tout cela rend ce morceau « unique » et légendaire. D'ailleurs, ce morceau nous transporte dans un autre « univers » où l'on se sent libre.
La deuxième partie de la vidéo officielle montre, à partir de 2 min 28 s, des vues de la ville fantôme de Prypiat, évacuée en 1986 après l'explosion du réacteur n°4 de la centrale nucléaire de Tchernobyl en Ukraine.
Cet instrumental a reçu un Grammy Award dans la catégorie « Meilleur Instrumental de Rock » en 1995.
Bien qu'il soit l'un des points culminants de Division Bell, le morceau n'a été joué en concert que trois fois : aux deux concerts à Oslo en Norvège en 1994 pendant la tournée Division Bell et une dernière fois en 2004, au concert de charité Strat Pack pour le 50e anniversaire de la Fender Stratocaster, sur sa légendaire Strat portant le numéro #0001 .

## Personnel
- David Gilmour - claviers, guitare électrique, basse
- Richard Wright - claviers, piano, orgue
- Nick Mason - batterie
- Bob Ezrin - claviers, percussions
- Sam Brown, Durga McBroom, Carol Kenyon, Jackie Sheridan - chœurs

## Liens
- Site officiel de Pink Floyd
- Site officiel de David Gilmour